# Ciudad Bolivia
Ciudad Bolivia é uma cidade venezuelana, capital do município de Pedraza.